# Harakovce
Harakovce jsou obec na Slovensku v okrese Levoča. Nachází se u tunelu Branisko. První písemná zmínka o obci pochází z roku 1272.
Na území obce je národní přírodní rezervace Rajtopíky.

## Symboly obce
- Znak: sv. Michal Archanděl, oděný do zemanského brnění, na hlavě má přilbu s pery. V levé ruce má vztyčený meč.
- Vlajka: barvy – červená, bílá a žlutá